# Cardiestra eremistis
Cardiestra eremistis är en fjärilsart som beskrevs av Rudolf Püngeler 1904. Cardiestra eremistis ingår i släktet Cardiestra och familjen nattflyn. Inga underarter finns listade i Catalogue of Life.